# Sejm piotrkowski 1493
Sejm piotrkowski 1493 – Sejm walny Korony Królestwa Polskiego zwołany w październiku lub listopadzie 1492 roku do Piotrkowa.
Sejmiki przedsejmowe w województwach odbyły się w grudniu 1492 i styczniu 1493 roku. 
Obrady sejmu trwały od 18 stycznia do lutego 1493 roku. 14 lutego zatwierdzono przywileje, 27 lutego uchwalono konstytucje, a 2 marca uniwersał o poborze.
Zjazd walny z 1493 roku jest uznawany za pierwszy w historii Polski dwuizbowy sejm z prawdziwego zdarzenia, ponieważ do Piotrkowa przyjechał wówczas szereg hierarchów kościelnych oraz magnatów, którzy utworzyli osobną izbę parlamentarną – Senat.